# Clemens Neisser

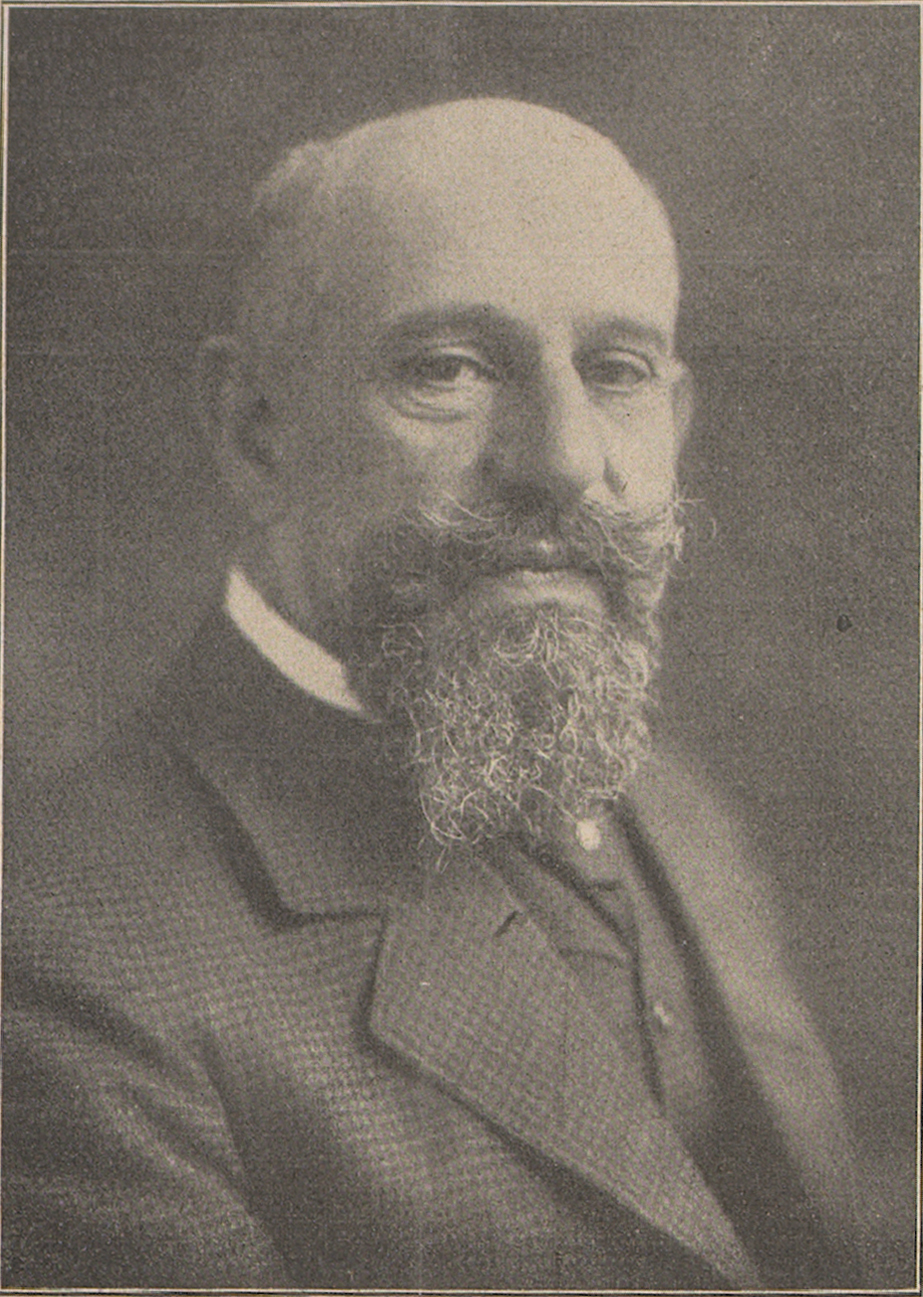
Clemens Neisser

Clemens Neisser (Clemens Neißer, ur. 8 listopada 1861 w Świdnicy, zm. 1940 we Wrocławiu) – niemiecki lekarz psychiatra, dyrektor zakładów dla chorych umysłowo w Lubiążu i Bolesławcu, radca sanitarny.

## Życiorys
Syn Josepha Neissera (1814–1890), berlińskiego lekarza, brat Waltera Neissera (1860–1941), badacza literatury wedyjskiej. Jego bratem stryjecznym był dermatolog Albert Neisser (1855–1916). Studia ukończył w 1886 roku na Uniwersytecie w Lipsku, dysertację doktorską Über die Katatonie. Ein Beitrag zur klinischen Psychiatrie napisał pod kierunkiem Paula Flechsiga . Następnie był asystentem w Prowincjalnym Zakładzie Leczniczo-Opiekuńczym w Lubiążu (Provinzial-Irrenanstalt Leubus) kierowanym przez Wilhelma Altera. W 1897 roku był jednym z kandydatów na ordynatora zakładu psychiatrycznego w Hamburgu-Friedrichsbergu. Od 1898 roku prowadził kursy psychiatrii dla lekarzy praktyków. Od 1902 roku dyrektor zakładu w Lublińcu, od 1904 do 1930 roku w Bolesławcu. W 1909 roku został radcą sanitarnym. Był wybrany przewodniczącym rady miejskiej Bolesławca. W 1930 roku przeszedł na emeryturę i przeniósł się do Wrocławia. Przyznano mu wtedy tytuł honorowego obywatela Bolesławca i nazwano w tym mieście ulicę jego imieniem. Zmarł w marcu 1940 roku we Wrocławiu.
Wprowadził do psychiatrii termin perseweracji. Był też autorem pojęć urojeń resztkowych (Residualwahn) i odnoszenia do siebie (Eigenbeziehung). Był zwolennikiem terapii łóżkowej chorych psychicznie (Bettbehandlung). Wygłosił wykłady na ten temat na X Międzynarodowym Kongresie Medycznym w Berlinie w 1890 i na IV Międzynarodowym Kongresie Psychiatrów w Paryżu w 1900 roku. Był członkiem zagranicznym Société Médico-Psychologique w Paryżu (1893) i członkiem korespondencyjnym Wiener Verein für Psychiatrie und Neurologie (1902) . 

## Lista prac
- Über die Katatonie. Ein Beitrag zur klinischen Psychiatrie. Stuttgart: Verlag von Ferdinand Enke, 1887. Brak numerów stron w książce

- Ueber die originäre Verrücktheit (Sander). „Archiv für Psychiatrie und Nervenkrankheiten”. 19 (2), s. 491–504, 1888. DOI: 10.1007/BF02095668.

- Simulation von Schwachsinn bei bestehender Geistesstörung; motivirtes Gutachten.. Vierteljahrsschrift für gerichtliche Medizin 49, ss. 64–72, 1888
- Ueber das Symptom der Verbigeration. Allgemeine Zeitschrift für Psychiatrie 46, ss. 168–232, 1889
- Ein weiterer Fall von Simulation von Schwachsirn bei bestehender Geistesstörung. Vierteljahrsschrift für gerichtliche Medizin 52, ss. 291–306, 1890
- Die Bettbehandlung der Irren. Berliner klinische Wochenschrift 27, ss. 863–866, 1890
- Erörterungen über die Paranoia vom klinischen Standpunkte. Centralblatt für Nervenheilkunde und Psychiatrie 3, ss. 1–20, 1892
- Verbigeration W: Daniel Hack Tuke: A Dictionary of psychological medicine giving the definition, etymology and synonyms of the terms used in medical psychology, with the symptoms, treatment, and pathology of insanity and the law of lunacy in Great Britain and Ireland. Philadelphia: P. Blakiston, 1892
- Bettruhe bei Epilepsie. Therapeutische Monatshefte 3, ss. 108–110, 1893
- Noch einmal die Bettbehandlung der Irren. Allgemeine Zeitschrift für Psychiatrie 50, 447–464, 1893/1894
- Ein weiterer Fall von Simulation von Schwachsinn bei bestehender Geistesstörung. Vierteljahrsschrift für gerichtliche Medizin 5, ss. 303–309, 1894
- Die paralytischen Anfälle. Stuttgart: Enke, 1894
- Psychische Elementarstörung als Grund der Unzurechnungsfähigkeit. „Archiv für Psychiatrie und Nervenkrankheiten”. 26 (2), s. 534–551, 1894. DOI: 10.1007/BF02046837.
- Paralytische Anfälle nicht-corticalen Sitzes. „Deutsche Medizinische Wochenschrift”. 20 (46), s. 870–871, 1894. DOI: 10.1055/s-0029-1206070.
- Mittheilung über vorausgegangene Psychosen bei Paralytikern. Berliner klinische Wochenschrift 31, 866–868, 1894
- Paranoia und Schwachsinn. Allgemeine Zeitschrift für Psychiatrie 53, ss. 241–269, 405–411, 1896
- Ueber die Sprachneubildungen Geisteskranker. Allgemeine Zeitschrift für Psychiatrie 55, ss. 443–446, 1898
- Kritisches Referat über den derzeitigen Stand der Katatonie-Frag. „Archiv für Psychiatrie und Nervenkrankheiten”. 32 (3), s. 1009–1033, 1899. DOI: 10.1007/BF02322186.
- Über die Bettbehandlung der akuten Psychosen und über die Veränderungen, welche ihre Einführung im Anstaltsorganismus mit sich bringt. Zeitschrift für praktische Ärzte, 18, 19, 1900
- De l′alitement (repos au lit) dans le traitement des formes aignës de la folie et des modifications qu′il pourrait entraîner dans l'organisation des établissements consacrés aux aliénés. W: Antoine Ritti: XIIIe Congrès international de médecine, Paris, 1900. Section de psychiatrie. Paris: Masson, 1901. ss. 347–369
- Beitrag zur Aetiologie der periodischen Psychosen. „Archiv für Psychiatrie und Nervenkrankheiten”. 36 (1), s. 144–152, 1902. DOI: 10.1007/BF02033753.
- Ueber einen Fall von doppelseitiger motorischer Asymbolie (Apraxie). Centralblatt für Nervenheilkunde und Psychiatrie 13, ss. 520–522, 1902
- Beitrag zur Kenntnis der Epilepsie. Centralblatt für Nervenheilkunde und Psychiatrie 28, ss. 693–705, 1905
- Zur klinischen Beurteilung der Konfabulation. Neurologisches Centralblatt 24 (16), ss. 738–740, 1905
- Psychiatrische Gesichtspunkte in der Beurteilung und Behandlung der Fürsorgezöglinge. Vortrag, geh. auf d. Allgem. Fürsorge-Erziehungs-Tage in Breslau 1906. Halle: C. Marhold, 1907
- Die Bedeutung der Bacillenträger in Irrenanstalten. Berliner klinische Wochenschrift 47, ss. 2142–2147, 1910
- Die Bedeutung der Bacillenträger in Irrenanstalten. W: Boedeker, Falkenberg (Hrsg.): IV. Internationaler Kongress zur Fürsorge für Geisteskranke. Berlin, Oktober 1910. Offizieller Bericht. Halle a. d. Saale, 1911 ss. 530–553
- „Karl Ludwig Kahlbaum” W: Theodor Kirchhoff (Hrsg.): Deutsche Irrenärzte: Einzelbilder ihres Lebens und Wirkens. Band 2. Berlin: Julius Springer Verlag, 1924 ss. 87–96
- Die Weiterentwicklung der praktischen Psychiatrie, insbesondere der Anstaltstherapie im Sinne Griesingers. „Monatsschrift für Psychiatrie und Neurologie”. 63 (6), s. 314–335, 1927. DOI: 10.1159/000166233.
- Abnorme Persönlichkeitsentwicklung bei schwerer familiärer Belastung durch Querulantenwahnsinn in drei Generationen. „Monatsschrift für Psychiatrie und Neurologie”. 68 (1-6), s. 419–429, 1928. DOI: 10.1159/000164528.